# Air NZ Cup 2007
La Air NZ Cup 2007 fue la trigésimo segunda edición y segunda con el formato actual del principal torneo de rugby profesional de Nueva Zelanda. El campeón de dicha edición fue Auckland, que lograba su décimo sexto campeonato.

## Sistema de disputa
Los equipos enfrentan a los equipos restantes  disputando 10 encuentros, 
- Los ocho equipos con mejor clasificación al final de la fase de grupos clasifican a los cuartos de final buscando el título de la competición.

## Clasificación
- Clasificación[1]

| Pos. | Equipo           | Encuentros | Encuentros | Encuentros | Encuentros | Tantos | Tantos | Tantos | PB | PB | Puntos |
| Pos. | Equipo           | PJ         | PG         | PE         | PP         | F      | C      | Dif    | BO | BD | Puntos |
| ---- | ---------------- | ---------- | ---------- | ---------- | ---------- | ------ | ------ | ------ | -- | -- | ------ |
| 1.º  | Auckland         | 10         | 10         | 0          | 0          | 371    | 145    | +226   | 8  | 0  | 48     |
| 2.º  | Canterbury       | 10         | 9          | 0          | 1          | 351    | 135    | +216   | 6  | 0  | 42     |
| 3.º  | Wellington       | 10         | 8          | 0          | 2          | 354    | 172    | +182   | 6  | 1  | 39     |
| 4.º  | Hawke's Bay      | 10         | 7          | 0          | 3          | 254    | 221    | +33    | 5  | 1  | 34     |
| 5.º  | Waikato          | 10         | 6          | 0          | 4          | 289    | 231    | +58    | 3  | 1  | 28     |
| 6.º  | Southland        | 10         | 6          | 0          | 4          | 231    | 203    | +28    | 1  | 1  | 26     |
| 7.º  | Otago            | 10         | 5          | 1          | 4          | 213    | 275    | -81    | 1  | 1  | 24     |
| 8.º  | Taranaki         | 10         | 4          | 0          | 6          | 218    | 234    | -16    | 3  | 4  | 23     |
| 9.º  | North Harbour    | 10         | 4          | 2          | 4          | 222    | 267    | -45    | 2  | 0  | 22     |
| 10.º | Northland        | 10         | 3          | 1          | 6          | 206    | 214    | -8     | 1  | 4  | 19     |
| 11.º | Tasman           | 10         | 2          | 0          | 8          | 184    | 262    | -59    | 0  | 4  | 12     |
| 12.º | Manawatu         | 10         | 2          | 1          | 7          | 158    | 331    | -173   | 1  | 0  | 11     |
| 13.º | Bay of Plenty    | 10         | 1          | 0          | 9          | 154    | 297    | -143   | 2  | 3  | 9      |
| 14.º | Counties Manukau | 10         | 0          | 1          | 9          | 130    | 348    | -218   | 0  | 0  | 2      |

|  | Cuartos de final. |

### Semifinal
| 5 de octubre | Wellington | 45 - 3 | Southland |  |  |

| 6 de octubre | Canterbury | 44 - 6 | Otago |  |  |

| 6 de octubre | Auckland | 30 - 10 | Taranaki |  |  |

| 7 de octubre | Hawke's Bay | 38 - 35 | Waikato |  |  |

| 13 de octubre | Canterbury | 21 - 26 | Wellington |  |  |

| 14 de octubre | Auckland | 38 - 3 | Hawke's Bay |  |  |

### Final
| 20 de octubre | Auckland | 23 - 14 | Wellington |  |  |

| Bandera de Nueva Zelanda |
| Campeón Auckland         |
| Décimo sexto título      |